# Заріччя (сатрапія Персії)
Заріччя (аккад. Eber-Nari, Ebir-Nari, арам. עבר-נהרה) — перська сатрапія, утворена на місці однойменної провінції Ассирії та Нововавилонського царства. Охоплювала Сирію і Ханаан.
За часів Кира була частиною єдиної сатрапії з назвою «Вавилон і Заріччя». Виокремлена Дарієм I в окрему одиницю із власним сатрапом, що однак підпорядковувався наміснику Вавилонії. Не раніше 486 року до н. е. була виведена з підпорядкування Вавилонії і остаточно прирівнена до інших сатрапій.